# Myristica cumingii
Myristica cumingii är en tvåhjärtbladig växtart som beskrevs av Otto Warburg. Myristica cumingii ingår i släktet Myristica och familjen Myristicaceae. Inga underarter finns listade i Catalogue of Life.